# Aéroport d'Abumumbazi
L'Aéroport d'Abumumbazi (ICAO : FZFE) est un aéroport servant la ville d'Abumumbazi, dans la province de Nord-Ubangi, ex. province de l'Équateur de la République démocratique du Congo. La piste est située au nord de la ville (Sources: GCM - Google Maps).

## Situation en RDC
| Bandundu Basango Mboliasa Bunia Gbadolite Gemena Goma Ilebo Kalemie Kananga Kikwit Kindu Kinshasa-Ndjili Kinshasa-N'Dolo Kisangani Kolwezi Lodja Lubumbashi Matari Matadi Mbandaka Mbuji Mayi Nioki Tshikapa Tshumbe |